# Julie Makani
Julie Makani (nacida en 1970) es una investigadora médica de Tanzania. Desde 2014 es investigadora y profesora asociada de Wellcome Trust Research en el Departamento de Hematología y Transfusión de Sangre de la Universidad de Salud y Ciencias Afines de Muhimbili (MUHAS). También es profesora visitante y consultora del Departamento de Medicina de Nuffield, Universidad de Oxford, con sede en Dar es Salaam, Tanzania. En 2011, recibió el Premio Royal Society Pfizer por su trabajo con la anemia de células falciformes.

## Formación
Después de asistir a la escuela primaria de St Constantine en Arusha, Tanzania,  Makani se formó en medicina en Tanzania en la Universidad Muhimbili, obteniendo su título de médico en 1994. En 1997, asistió a estudios de posgrado en medicina interna en el Hospital Hammersmith, Real Escuela de Medicina de Posgrado de la Universidad de Londres, con una beca de la Commonwealth. De allí, fue a Oxford como investigadora en el Departamento de Medicina de Nuffield, Universidad de Oxford. Recibió una beca de Doctorado de cuatro años de la Wellcome Trust en 2003 para estudiar la enfermedad de células falciformes en Tanzania. Completó su doctorado en epidemiología clínica de la enfermedad de células falciformes (SCD).

## Investigación biomédica
En 2004, recibió una beca de la Wellcome Trust y estableció el programa de la enfermedad de células falciformes (SCD) en la Universidad de Salud y Ciencias Afines de Muhimbili (MUHAS), con vigilancia prospectiva de más de 2000 pacientes con SCD. La anemia de células falciformes es una forma hereditaria de la anemia, una enfermedad que se caracteriza por la insuficiencia de glóbulos rojos sanos para transportar un nivel adecuado de oxígeno por el cuerpo. En la anemia de células falciformes, los glóbulos rojos se vuelven rígidos y pegajosos, y tienen forma de hoz o de luna creciente. Estas células con forma irregular pueden quedar atascadas en los vasos sanguíneos pequeños, lo cual puede aminorar o bloquear el flujo de sangre y oxígeno a distintas partes del cuerpo, la enfermedad causa episodios recurrentes de dolor y daño orgánico grave que puede provocar la muerte. Se estima que entre ocho y once mil niños al año nacen con la enfermedad de células falciformes en Tanzania. El enfoque del trabajo inicial de Makani en Muhimbili fue examinar factores como la malaria, infecciones bacterianas y accidentes cerebrovasculares, que se considera que contribuyen significativamente a la enfermedad y la muerte.
En colaboración con sus colegas, ha desarrollado un programa de investigación biomédica y atención médica que es uno de los cohortes de DCS más grandes en un centro médico en el mundo. Su interés actual está en qué forma la anemia y la hemoglobina fetal influyen en la carga de enfermedad de SCD.
Makani trabaja con colegas para establecer redes a nivel nacional en la Red Regional de Investigación de la Enfermedad de Células Falciformes de África Oriental y Central (REDAC) y África (Sickle CHARTA – Consorcio para la salud, defensa, investigación y capacitación en África). Makani es cofundadora de la Fundación de Células Falciformes de Tanzania. A nivel mundial, está en el grupo de asesoramiento técnico de la Red Global de Investigación SCD, copresidiendo el grupo de trabajo responsable de la terapia con hidroxiurea en África.  
Su objetivo es utilizar la enfermedad de células falciformes como modelo para establecer soluciones científicas y de atención médica en África que sean relevantes a nivel local y que tengan importancia mundial. Lograr el éxito en la enfermedad de células falciformes demostrará que con asociaciones globales efectivas, se pueden abordar las desigualdades en la ciencia biomédica y la salud y se pueden lograr avances significativos.

## Becas y otros premios
Makani recibió formación (2003) y una beca de intermediación (2011) de la Wellcome Trust para el programa de anemia falciforme. En 2007, recibió una beca para asistir a la reunión de TEDGlobal en Arusha, Tanzania. En 2009, recibió una Beca de Liderazgo Arzobispo Tutu del Instituto de Liderazgo Africano.
En 2011, recibió el Premio The Royal Society Pfizer. La subvención del premio se utilizaría para investigación para proporcionar una mejor comprensión de los mecanismos moleculares, genéticos y ambientales de la enfermedad de células falciformes. Al otorgar el premio, la profesora Lorna Casselton, de la Royal Society, dijo: "Estamos muy contentos de reconocer a una persona tan impresionante con el Royal Society Pfizer Award este año... Esperamos que la Dra. Makani sea el modelo a seguir para otros jóvenes científicos africanos que deseen marcar la diferencia en su continente y en todo el mundo".
En 2019, fue incluida en la lista de las 100 Mujeres de la BBC.